# Place de la Victoire (Minsk)

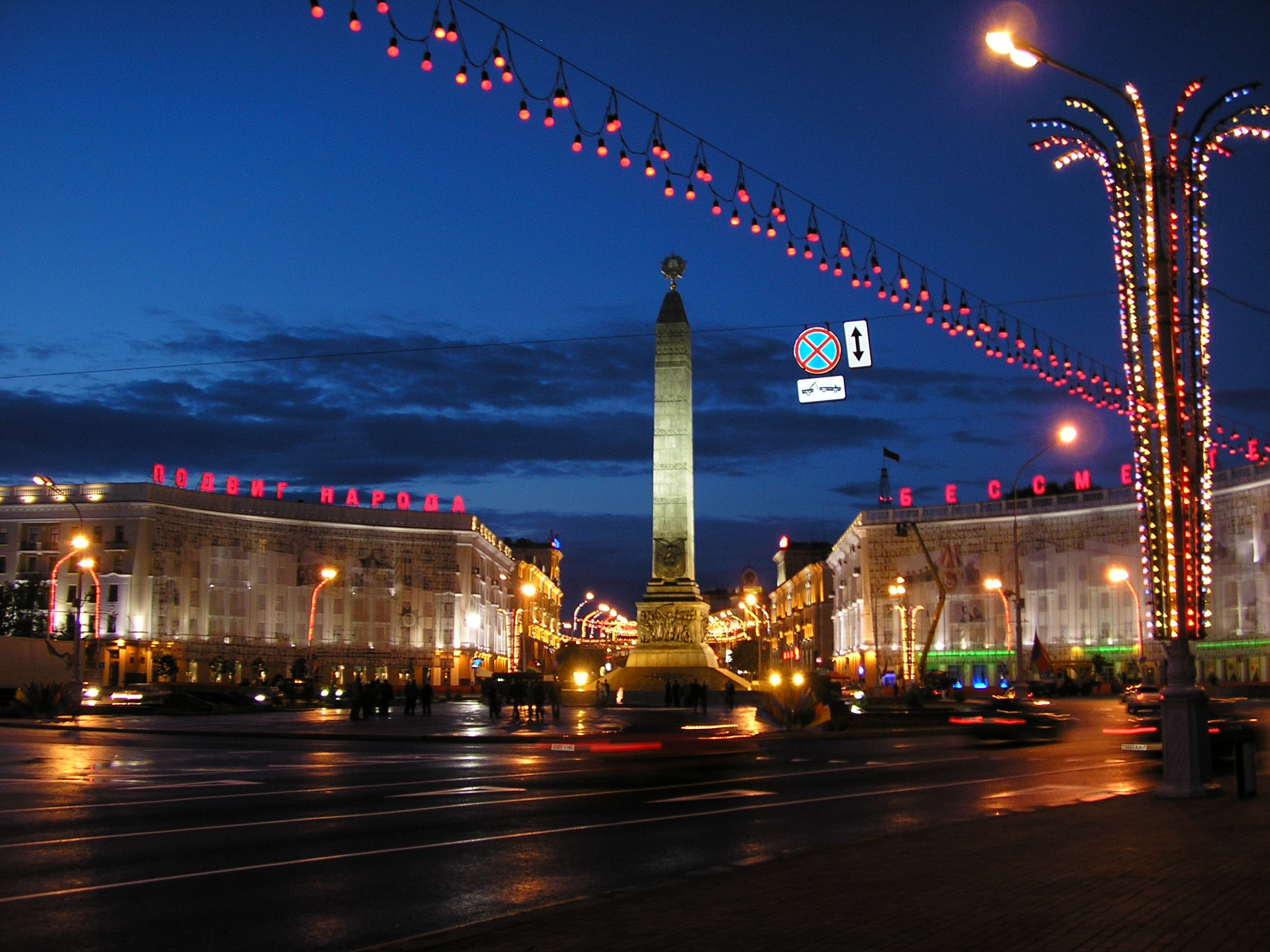
Vue générale de la place et du monument de la victoire

La place de la Victoire (en biélorusse : Пло́шча Перамо́гі ; en russe : Пло́щадь Побе́ды) est l'une des principales places de la ville de Minsk. 
Située dans le prolongement de l'avenue de l'Indépendance et de la rue Zakharau, elle est dominée par le monument de la victoire, un obélisque haut de 38 mètres commémorant la libération de l'Union soviétique du joug nazi. Deux corps de bâtiment aux lignes incurvées portent en leur sommet une inscription en lettres capitales proclamant « Les actes héroïques du peuple sont immortels » . 
Parmi les édifices situés à proximité immédiate figurent l'immeuble de la radio-télévision et le musée du premier congrès du parti social-démocrate des travailleurs russes. La place de la Victoire est un lieu très fréquenté de la capitale biélorusse, accueillant régulièrement des parades et des cérémonies commémoratives. Traditionnellement, les nouveaux mariés viennent s'y faire prendre en photos devant le monument de la victoire.

## Histoire

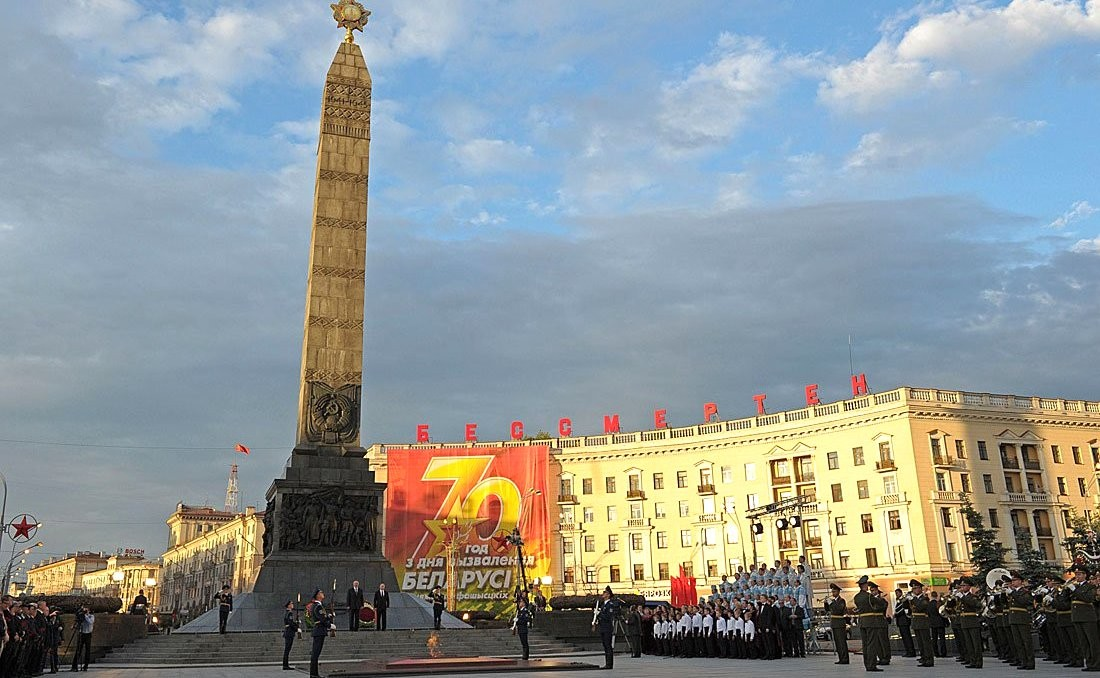
L'obélisque du monument de la victoire.

Originellement connue sous le nom de « Krouglaïa » (La Rotonde), la place prend son nom actuel en 1958 afin d'honorer les civils et les combattants tombés lors de la Grande Guerre patriotique, c'est-à-dire la libération de l'Union soviétique. Projeté dès 1946, le monument de la victoire vient prendre place au centre de l'esplanade en 1954. Prenant la forme d'un obélisque de 38 mètres de haut surmonté d'une reproduction de l'Ordre de la victoire (l'une des plus hautes distinctions soviétiques), le monument résulte de la collaboration des architectes Vladimir Korol (ru) et Guéorgui Zaborski (ru) ainsi que des sculpteurs Zaïr Azgour, Andreï Bembel (ru) et Sergueï Selikhanov (ru). 
Les quatre faces de son piédestal sont ornées d'une série de hauts-reliefs célébrant les faits d'armes des civils et des militaires biélorusses durant la Seconde Guerre mondiale : la libération de la mère-patrie, l'armée soviétique durant la Grande Guerre patriotique, les partisans biélorusses et l'hommage aux héros ayant donné leur vie pour la libération.
Partiellement détruits durant la guerre, les immeubles bordant la place sont reconstruits dans un style monumental à partir de 1957, sous la direction de l'architecte R. Stoler. Le parvis situé devant le monument est aménagé afin d'accueillir une flamme du souvenir symbolisant le sacrifice de ceux qui sont tombés durant les combats de libération du pays. Celle-ci est solennellement allumée le 3 juillet de cette même année par le colonel-général Alexeï Bourdeïni (en), vétéran honoré du titre de héros de l'Union soviétique.
Le 8 mai 1985, une vaste salle souterraine aménagée sous la place est inaugurée. Conçue comme un mémorial rendant hommage aux libérateurs de la Biélorussie, ses murs portent les noms de 566 personnes qui se sont distinguées lors des combats contre les occupants allemands.